# Timilsain
Timilsain (nep. टिमिलसैन) – gaun wikas samiti w zachodniej części Nepalu w strefie Seti w dystrykcie Achham. Według nepalskiego spisu powszechnego z 2011 roku liczył on 412 gospodarstw domowych i 2060 mieszkańców (1170 kobiet i 890 mężczyzn).